# Hanna Vasylenko
Hanna Vasylenko est une lutteuse ukrainienne née le 11 juillet 1986.

## Palmarès

### Championnats du monde
- Médaille d'or en lutte libre dans la catégorie des moins de 59 kg en 2011
- Médaille de bronze en lutte libre dans la catégorie des moins de 59 kg en 2009

### Championnats d'Europe
- Médaille d'or en lutte libre dans la catégorie des moins de 58 kg en 2016 à Riga (Lettonie)
- Médaille d'or en lutte libre dans la catégorie des moins de 59 kg en 2012 à Belgrade (Serbie)
- Médaille doe bronze en catégorie des moins de 63 kg en 2013 à Tbilissi (Géorgie)
- Médaille de bronze en lutte libre dans la catégorie des moins de 59 kg en 2011 à Dortmund (Allemagne)
- Médaille de bronze en lutte libre dans la catégorie des moins de 63 kg en 2007 à Sofia (Bulgarie)